# William H. Tooker

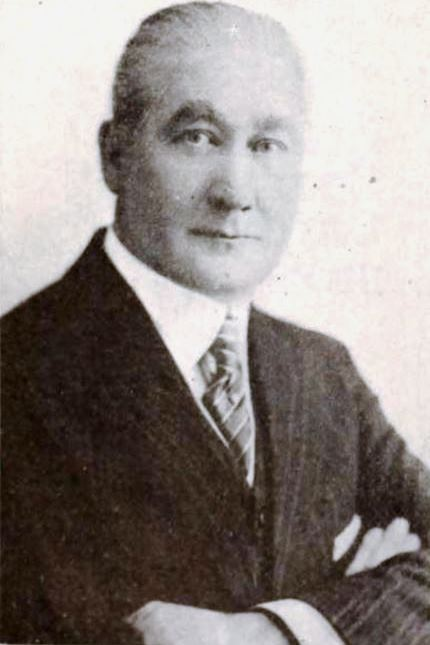
William H. Tooker (1920)

William H. Tooker (* 2. September 1869 in New York City, New York; † 10. Oktober 1936 in Hollywood, Kalifornien) war ein US-amerikanischer Filmschauspieler.

## Leben
William H. Tooker wurde 1869 in New York City, im US-Bundesstaat New York geboren.
Tooker spielte bei der Tivoli Comic Opera Company in San Francisco. Am Broadway trat er in The Coronet of the Duchess (1904) und The Governor’s Lady (1912) auf. Sein Schaffen umfasst rund 80 Filmproduktionen.
Neben seiner Tätigkeit als Schauspieler war Tooker auch Chemiker und erfand ein Schuhcreme-Präparat.

## Filmografie
- 1915: How Molly Made Good
- 1915: The Curious Conduct of Judge Legarde
- 1915: Sunday
- 1915: A Modern Magdalen
- 1916: A Fool’s Revenge
- 1916: A Modern Thelma
- 1916: East Lynne
- 1916: Ambition
- 1917: Red, White and Blue Blood
- 1917: The Bitter Truth
- 1917: The Light in Darkness
- 1918: Men
- 1918: The Woman the Germans Shot
- 1919: The Lost Battalion
- 1920: Greater Than Fame
- 1920: Heliotrope
- 1920: The Vice of Fools
- 1920: The Greatest Love
- 1921: Proxies
- 1921: The Power Within
- 1921: Worlds Apart
- 1921: God’s Country and the Law
- 1922: Peacock Alley
- 1922: Beyond the Rainbow
- 1922: The Cradle Buster
- 1922: My Friend the Devil
- 1923: Sinner or Saint
- 1923: The Purple Highway
- 1923: Wife in Name Only
- 1924: The Average Woman
- 1924: Who’s Cheating?
- 1924: The Lone Wolf
- 1925: The Phantom Express
- 1926: Der scharlachrote Buchstabe (The Scarlet Letter)
- 1926: The White Black Sheep
- 1926: The Merry Cavalier
- 1927: Birds of Prey
- 1927: Two Girls Wanted
- 1927: Tell It to Sweeney
- 1927: Jake the Plumber
- 1927: Die Teufelstänzerin (The Devil Dancer)
- 1928: A Woman Against the World
- 1928: Virgin Lips
- 1928: Sweet Sixteen
- 1928: Night Watch
- 1928: Romance of the Underworld
- 1929: The Bellamy Trial
- 1929: No Defense
- 1930: Die Drei von der Feuerwache (Soup to Nuts)